# Jeżów (Gorzanowice)
Jeżów (niem. Georgental) – przysiółek wsi Gorzanowice w Polsce, położony w województwie dolnośląskim, w powiecie jaworskim, w gminie Bolków, na pograniczu Pogórza Kaczawskiego i Pogórza Wałbrzyskiego w Sudetach.
W latach 1975–1998 przysiółek administracyjnie należał do województwa jeleniogórskiego.